# Tolocirio
Tolocirio es un municipio y localidad española de la provincia de Segovia, en la comunidad autónoma de Castilla y León. Cuenta con una población de 36 habitantes (INE 2024).

## Geografía
Es un pequeño núcleo de población limítrofe con las provincia de Ávila y la provincia de Valladolid. Se encuentra a similares distancias de las respectivas capitales provinciales. 
Forma parte de la comarca de la Campiña Segoviana y se sitúa a 808 metros sobre el nivel del mar. Históricamente forma parte de la Comunidad de Villa y Tierra de Arévalo, en concreto del Sexmo de la Vega de esa comarca histórica.  

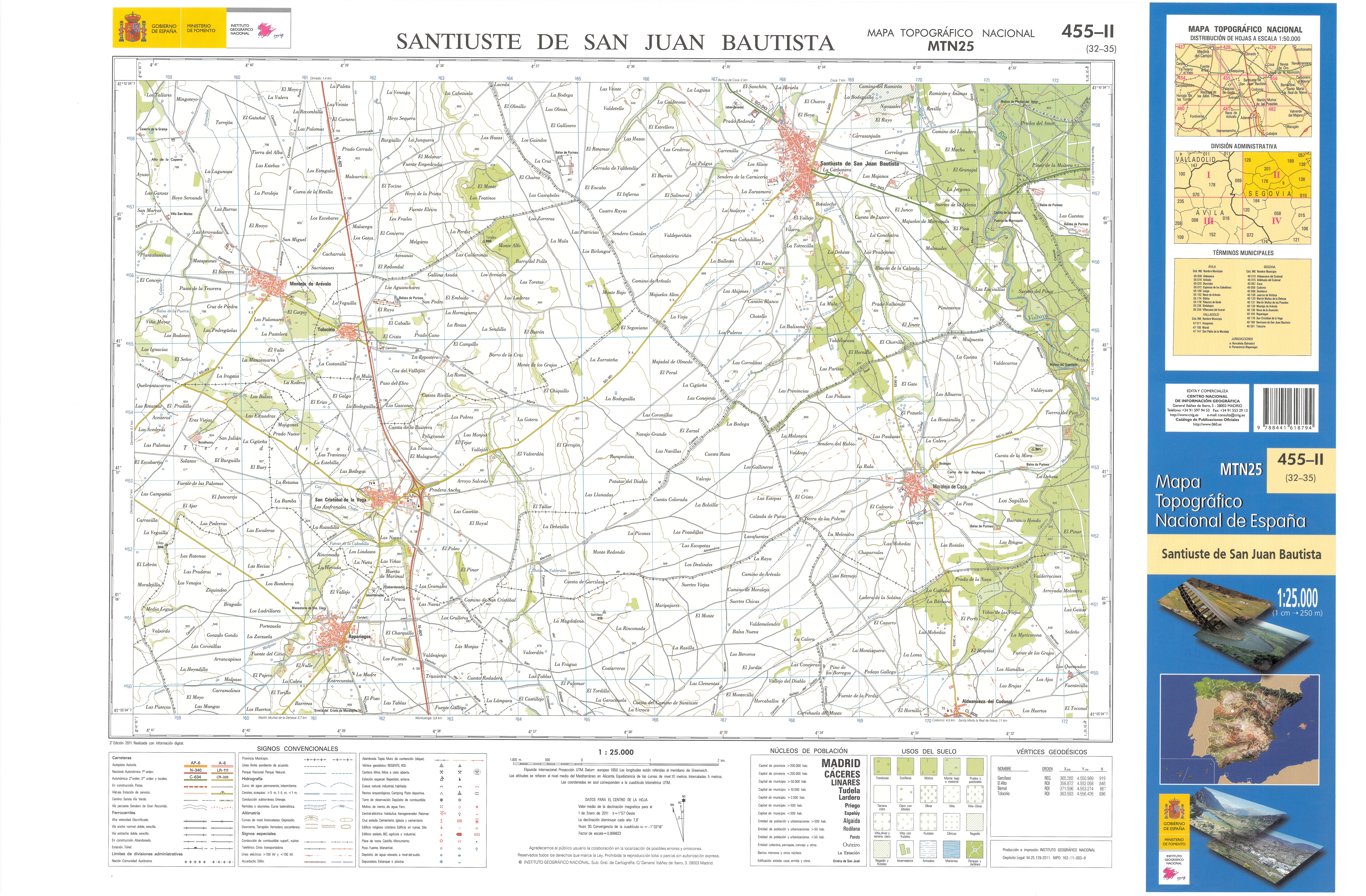
Fragmento de la hoja 455 del Mapa Topográfico Nacional de España de 2011 en el que se representa Tolocirio

| Noroeste: Montejo de Arévalo       | Norte: Montejo de Arévalo     | Noreste: Santiuste de San Juan Bautista |
| Oeste: Montejo de Arévalo          |                               | Este: Santiuste de San Juan Bautista    |
| Suroeste: San Cristóbal de la Vega | Sur: San Cristóbal de la Vega | Sureste: San Cristóbal de la Vega       |

## Historia
El nombre de la localidad proviene de un repoblador medieval de origen noble, llamado Tello Dulcidio, quien integraba las huestes de otro repoblador que da nombre a varias localidades cercanas: Martín Muñoz. Don Tello fue premiado con la concesión de unas tierras a las que daría su nombre y que, con el paso del tiempo, ha derivado en el actual. El más antiguo testimonio escrito que se conserva de Tolocirio es el perteneciente al obispo abulense Gil Torres en 1250, donde aparece recogido el lugar de Tellocirio.
A pesar de su pequeño tamaño, la zona donde se ubica tiene una gran importancia histórica. Pertenece a la Comunidad de villa y tierra de Arévalo, Sexmo de La Vega, desde que ésta fuera conquistada en 1082 por Alfonso VI fue patrimonio real (territorio de realengo). Su iglesia fortificada (siglo XI), dedicada a San Pedro Apóstol es semejante a la de otras localidades cercanas como Orbita y Almenara de Adaja, siendo unas fortificaciones determinantes para el control de tierras de cultivo y de caminos de paso que comunicaban Arévalo, Valladolid, Madrid, Segovia y Ávila en lo que se conoce como la Extremadura castellana o la Extremadura histórica, es decir, las tierras más allá del Duero. Se encuadra dentro del estilo románico, siendo los materiales empleados para u construcción la mampostería combinada con casetones de cal y canto. 
Históricamente dependiente del alfoz de Arévalo, fue en el siglo XIX, durante la creación de la división provincial, cuando el Sexmo de la Vega pasó a integrar la provincia de Segovia. Otras partes del antiguo alfoz arevalense fueron integradas en las actuales provincias de Valladolid y Salamanca. Sin embargo, du administración religiosa continuó dependiendo varias décadas más del obispado de Ávila y geográficamente continúa formando parte de la comarca de La Moraña, articulada en torno al curso del río Adaja. 
Por su término municipal pasaba, según palabras del profesor y arqueólogo Juan Francisco Blanco García, una importante Vía Romana que comunicaba Septimancas, actual Simancas, con Alcalá de Henares pasando por Coca (Cauca romana) y Segovia. Esta información se puede encontrar en "Coca Arqueológica", 1986.

## Geografía humana

### Demografía
Cuenta con una población de 36 habitantes (INE 2024).
| Gráfica de evolución demográfica de Tolocirio entre 1842 y 2021                                                       |
| |
| Población de derecho según los censos de población del INE. Población de hecho según los censos de población del INE. |

### Economía
Las principales actividades económicas de Tolocirio son la agricultura y la ganadería. Predomina el cultivo de cereales, sobre todo trigo y cebada con algunas fincas de regadío, en las que se cultivan patatas, maíz o remolacha entre otros productos. 
La ganadería de la zona es variada, habiendo ovejas que pastan por los campos y naves dedicadas al ganado vacuno y porcino. Hay, además, una pequeña industria dedicada a la producción de quesos y derivados lácteos, una pequeña área de servicio con una gasolinera y dos casas rurales.

## Administración y política
| Periodo   | Nombre                        | Partido   |
| --------- | ----------------------------- | --------- |
| 1979-1983 | Mauro Agüero Muñoz            | AE        |
| 1983-1987 | Carmelo Valero Cuenca         | AP-PDP-UL |
| 1987-1991 | Francisco Javier Agüero Pérez | PDP       |
| 1991-1995 | Isauro Matilla Valero         | PP        |
| 1995-1999 | Isauro Matilla Valero         | PP        |
| 1999-2003 | Isauro Matilla Valero         | PP        |
| 2003-2007 | Isauro Matilla Valero         | PP        |
| 2007-2011 | Rubén Caballero Reales        | PP        |
| 2011-2015 | Rubén Caballero Reales        | PP        |
| 2015-2019 | Rubén Caballero Reales        | PP        |
| 2019-2023 | Rubén Caballero Reales        | PP        |
| 2023-act. | Rubén Caballero Reales        | PP        |

## Patrimonio
Dentro de los monumentos de la localidad destaca la iglesia de San Pedro, que ejerce de parroquia. Se trata de un sencillo edificio de estilo románico mudéjar del siglo XI, de planta basilical rematada en su cabecera por un ábside. La espadaña-campanario fue remodelada en los años 1950, cambiando, además, la orientación del campanario, que miraba hacia el sur en vez de al oeste. 
En el interior del templo destaca su retablo barroco con una talla central dedicada a San Pedro. Así mismo hay otras tallas en las paredes dedicadas a San Blas, patrón de la localidad, Nuestra Señora del Rosario, su patrona, San Isidro Labrador, la Inmaculada Concepción, y una talla de una dolorosa. Cuenta también con dos tablas flamencas a los lados del altar y una custodia de gran valor que ha sido expuesta en Las Edades del Hombre. 
En lo alto del monte, del mismo nombre que el municipio (888 metros de altura), se encuentra una torre óptica o telégrafo que fue empleado durante las Guerras Carlistas como sistema de comunicación y, posteriormente en la guerra civil española.
El pueblo cuenta con otros monumentos como los caños, antiguos lavaderos del pueblo construidos en el siglo XIX, que se nutrían de un manantial propio y que crea un pequeño arroyo. Actualmente se hallan en buen estado de conservación.